# Telashi Hu
Telashi Hu (kinesiska: 荷鲁山克错, 特拉什湖) är en sjö i Kina. Den ligger i provinsen Qinghai, i den nordvästra delen av landet, omkring 880 kilometer väster om provinshuvudstaden Xining. Telashi Hu ligger 4 805 meter över havet. Arean är 54 kvadratkilometer. Trakten runt Telashi Hu består i huvudsak av gräsmarker. Den sträcker sig 7,7 kilometer i nord-sydlig riktning, och 11,9 kilometer i öst-västlig riktning.